# When the Music Dies
When the Music Dies је песма са којом је Сабина Бабајева представљала Азербејџан на Песми Евровизије 2012 и освојила четврто место.